# Freedmen’s town
Als Freedmen’s towns wurden in den Vereinigten Staaten Gemeinden und Kommunen bezeichnet, die von sogenannten Freedmen errichtet wurden, ehemaligen afroamerikanischen Sklaven, die während oder nach dem Amerikanischen Bürgerkrieg emanzipiert wurden. Freedmen’s towns entstanden in einer Reihe von Bundesstaaten, vor allem aber in Texas. Sie sind auch als Freedom colonies bekannt, benannt nach dem Titel eines Buches der Historiker Thad Sitton und James H. Conrad.

## Geschichte
Die Emanzipationsproklamation und die Verabschiedung des 13. Zusatzartikel zur Verfassung der Vereinigten Staaten erwirkten die Freilassung von 4 Millionen Menschen aus der Sklaverei in den zerfallenden Konföderierten Staaten von Amerika. Viele dieser Menschen standen vor der Frage, wohin sie gehen würden, was sie essen würden und wie sie überleben könnten. Daher entschieden sich viele dafür auf den Plantagen zu bleiben und als Sharecropper zu arbeiten. Viele Freigelassene wanderten jedoch aus den weißen Gebieten ab, um ihre eigenen Gemeinden abseits der Aufsicht der Weißen zu bauen. Sie schufen auch ihre eigenen Kirchen und bürgerlichen Vereinigungen. Diese Siedlungen hatten einen größeren Schutz vor den direkten Auswirkungen der Jim-Crow-Gesetze. „Solche Orte waren defensive Gemeinden, in denen schwarze Grundbesitzer gegen Außenstehende zusammenrückten - eine "Festung ohne Mauern". Die Siedlungen der Freedmen waren schwarze Enklaven, die für sich blieben und bis zum Ende von Jim Crow wünschten - oder wagten - nur wenige Weiße, dort zu leben.“

## Bildung
Bildung hatte für die Bewohner der Freedmen Towns höchste Priorität. Sie gründeten Schulen, die sowohl Erwachsene als auch Kinder besuchten, um Lesen und Schreiben zu lernen.
Bis 1915 waren die in den Siedlungen errichteten Schulen meist kleine Ein- oder Zwei-Zimmer-Schulen. Die Schulbücher für die Schulen wurden in der Regel von weißen Schulen gespendet, waren aber oft in schlechtem Zustand. Die Lehrer hielten Disziplin für sehr wichtig und setzten diese strikt durch, z. B. indem sie die Schüler mit Pinseln züchtigten oder sie auf einem Bein in einer Ecke stehen ließen.

## Freedmen’s Bureau und Reconstruction
Um die Freedmen in ihrer Bildung und dem Übergang in die Freiheit zu unterstützen, einschließlich der Aushandlung von Arbeitsverträgen und der Gründung der Freedmen’s Bank, gründete Präsident Abraham Lincoln das Freedmen’s Bureau. 1865 suchte der Kriegsminister Edwin M. Stanton einen Armeeoffizier für die Leitung des Freedmen’s Bureau. Der General Ulysses S. Grant schlug den General John Eaton vor, einen Militärgeistlicher mit einem etablierten Ruf als Verfechter des Humanitarismus, der nach dem Bürgerkrieg für schwarze Flüchtlinge zuständig war. Der Posten des Bureau-Kommisars ging jedoch an einen anderen christlichen General und Bürgerkriegsveteranen, General Oliver Otis Howard, dem seine engen Verbindungen zu Freedmen Hilfsorganisationen den Titel "Christlicher General" eingebracht hatten. Das Freedmen’s Bureau war weitgehend mit ehemaligen Unionsoffizieren besetzt, die Lebensmittel an bedürftige Schwarze und Weiße verteilten.
Sie überwachten den Aufbau einer Landwirtschaft mit freien Arbeitskräften und stellten die erforderlichen finanziellen Mittel bereit, um Schulen für ehemalige Sklaven zu errichten. Einige standen jedoch im Verdacht, mit Plantagenbesitzern zusammenzuarbeiten, um repressive Regulationen durchzusetzen und zu ignorieren, wenn Schwarze betrogen wurden. Einige Weiße im Süden verdächtigten das Bureau, Teil einer Verschwörung zu sein, mit der die Beziehungen zwischen Schwarzen und Weißen im Süden untergraben werden sollten, indem Schwarze gegen diejenigen Weißen aufgehetzt werden sollten, denen die Interessen der Schwarzen am Herzen lagen. Sowohl Freigelassene als auch Plantagenbesitzer wandten sich jedoch für Hilfe an das Bureau, welche diese ungeachtet der Pläne einzelner Personen, ihre Bemühungen zu untergraben, gewährte.
Das Freedmen’s Bureau wurde von der American Freedmen’s Inquiry Commission gegründet, die 1863 vom Kriegsministerium ins Leben gerufen worden war, um Methoden im Umgang mit emanzipierten Sklaven zu fördern. Die Kommission wurde von den drei lebenslangen Abolitionisten Robert Dale Owen, James McKaye und Samuel Gridley gegründet, die den Süden bereisten und Aussagen von Schwarzen und Weißen sammelten. Sie verfassten zwei gemeinsame Berichte und viele Darstellungen über Beobachtungen von Individuen.

## Andrew Johnson und Jim Crow
Nach seinem Amtsantritt legte Präsident Andrew Johnson im Februar 1866 während des Wiederaufbaus sein Veto gegen die Wiederzulassung und Finanzierung des Büros ein. Es wurde schließlich 1872 auf Druck der weißen Abgeordneten aus den ehemaligen Südstaaten aufgelöst.